# كاورو ماتسوبارا
كاورو ماتسوبارا (باليابانية: 松原薫؛ بالكانا: まつばら かおる) هو عداء سريع ياباني، ولد في 22 فبراير 1960.

## وصلات خارجية
- كاورو ماتسوبارا على موقع الاتحاد الدولي لألعاب القوى (الإنجليزية)
- كاورو ماتسوبارا على موقع أوليمبيديا (الإنجليزية)